# Sportclub Magdeburg
El SC Magdeburg és un club esportiu alemany de la ciutat de Magdeburg que compta amb disciplines d'atletisme, piragüisme, gimnàstica, rem, natació i handbol, la qual és la secció més coneguda i important del club.
Actualment el SC Magdeburg competeix a la 1a Divisió de la Bundesliga alemanya d'handbol, competició que ha guanyat en dues ocasions els anys 2001 i 2022, si bé va guanyar la Lliga de la República Democràtica Alemanya en deu ocasions. A part, també ha guanyat sis Copes d'Alemanya i dues Supercopes d'Alemanya. És un dels equips d'Alemanya amb major palmarès nacional.
En l'àmbit internacional, cal destacar que ha guanyat en quatre ocasions la Copa d'Europa d'handbol: el1978 contra el Śląsk Wrocław a la final, l'any 1981 contra el RK Metković, l'any 2002 contra el MKB Veszprém i el 2023 contra el KS Kielce. Ha guanyat en tres ocasions la Copa EHF, els anys 1999 contra el BM Valladolid, l'any 2001 contra el RK Metković i el 2007 contra el CAI BM Aragón, perdent les finals de 2005 davant del TuSEM Essen i del 2022 davant del SL Benfica. També ha aconseguit en dues ocasions el Campionat del Món de Clubs d'handbol l'any 2021 i 2022, en ambdues ocasions superant el FC Barcelona a la final.

## Palmarès
- 2 Campionat del Món de Clubs: 2021 i 2022
- 4 Copes d'Europa: 1978, 1981 i 2002, 2023
- 3 Copes EHF: 1999, 2001 i 2007
- 3 Supercopes d'Europa: 1981, 2001 i 2002
- 12 Lligues d'Alemanya: 1970, 1977, 1980, 1981, 1982, 1983, 1984, 1985, 1988, 1991, 2001 i 2022
- 6 Copes d'Alemanya: 1977, 1978, 1984,1990, 1996 i 2016
- 2 Supercopes d'Alemanya: 1997 i 2002